# Koi-Herpesvirusinfektion

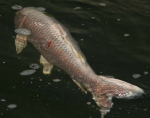
Abbildung eines Platin-Ogons, das durch eine KHV-Infektion vollständig rot ist

Die Koi-Herpesvirusinfektion ist eine durch das Koi-Herpesvirus (KHV) verursachte seuchenartige, akut bis subakut verlaufende virale Infektionskrankheit der Karpfen und Koi-Karpfen. Sie ist seit Ende 2005 in Deutschland eine anzeigepflichtige Tierseuche.
Die Inkubationszeit liegt in Abhängigkeit verschiedener Faktoren wie Stress und der jeweiligen Kondition der Fische, zwischen einer Woche und mehreren Monaten. Kommt es zum Ausbruch der Krankheit, liegt die Mortalitätsrate in der Regel zwischen 80 % und 100 % in einem Zeitraum von 24 Stunden bis 14 Tagen.

## Erreger
Das Koi-Herpesvirus (KHV) wurde im Jahr 2000 von Ron Hedrick von der University of California, Davis als Herpesvirus beschrieben. Es ist noch nicht bekannt, ob dieses Virus mit dem Herpesvirus cyprini, das bereits 1990 in Japan beschrieben wurde, identisch ist. Klassifiziert wird das Koi Herpes Virus als DNA-Virus der Virusgruppe Herpesviridae (Herpesviren). Erstmals aufgetreten und beschrieben wurde das Virus 1998 in Israel.
Der Erreger kommt in Koikarpfen und Nutzkarpfen vor. Andere nicht artverwandte Cypriniden wie Graskarpfen (Ctenopharyngodon idella) oder Goldkarausche (Carassius auratus), scheinen vom Virus nicht immer unberührt zu bleiben. Gesichert sind diese Angaben insofern, als KHV bei Goldfischen bereits nachgewiesen wurde und sie, sofern sie nicht erkranken, als Überträger fungieren. Als gesichert gilt, dass das Virus nur Karpfenfische befällt.

## Übertragung
Wie die meisten Viren, wird auch das Koi-Herpesvirus durch direkten Kontakt übertragen. Dies können die Fische selbst sein über Hautkontakt und Kiemenausscheidungen, Wasser oder sonstige Flüssigkeiten die Kontakt zu infizierten Fischen hatten. Das Hantieren im Wasser mit den Händen, oder Arbeiten mit Gegenständen wie Keschern oder Netzen oder Kontakt mit dem Schuhwerk reichen bereits aus, um das Virus zu übertragen. Wasservögel können ebenfalls das Virus ins Wasser einbringen, obwohl das Virus nicht länger als zwei Stunden außerhalb seines Lebensraumes überlebt. Ohne einen Karpfen als Wirt bleibt das Virus maximal 14 Tage im Wasser aktiv. In den meisten Fällen wird das Virus durch Neuzugänge von Fischen in den Bestand verschleppt.

## Krankheitsverlauf
Der Krankheitsverlauf ist eher unspezifisch und viele der auftretenden Krankheitssymptome werden durch andere Krankheiten verdeckt oder treten als Sekundärinfektion in Erscheinung, die dann nicht auf KHV-Befall schließen lassen. Darunter sind vor allem auch schlechte Wasserwerte (Ammoniak, Sauerstoffmangel, Überfütterung oder mangelhaft funktionierende Filteranlagen) zu nennen, aber auch bakterielle Krankheiten, die man sich in den Teich einschleppen kann. Jedoch werden im Temperaturbereich zwischen 18 °C und 25 °C die höchsten Verlustraten beobachtet. Der Ausbruch der Krankheit ist bereits bei 8 °C möglich. Demnach muss sich nach den Erkenntnissen der neuesten Forschung das Virus an europäische Verhältnisse angepasst haben. Bei Temperaturen von über 30 °C und unter 4 °C (in vitro Bedingungen) scheint das Koi-Herpesvirus nicht infektiös zu sein. Der Krankheitsverlauf wird aber auch durch weitere Umwelt- und Haltungsbedingungen (Wasserqualität, Besatzdichte, Stress) entscheidend beeinflusst.
Das klinische Bild weist folgende Symptome auf:
- Apathie
- Absonderung vom Schwarm
- vermehrte Schleimbildung
- Fetzenartige Schleimablösung
- Schnappatmung an der Oberfläche
- Nekrosen an den Kiemen (weiße oder rote Flecken)
- Nekrosen und Blutungen in der Haut
- Fressunlust oder Futterverweigerung
- eingefallene Augen
- Kopfstehen
- Farbverlust
- raue Haut (Sandpapiereffekt)
- Blutungen in und an Organen
- Nekrosen in Organen
- geschwollene Milz
- veränderte Niere

Pathologisch ist die Koi-Herpesvirusinfektion durch eine interstitielle Nierenentzündung, Einschlusskörperchen in Kiemen oder Darm, Keulenbildung an den Kiemen, Riesenzellen-Bildung und ein verändertes Blutbild gekennzeichnet.

## Diagnose
Der Erreger kann durch Polymerase-Kettenreaktion (PCR) oder LAMP-Test (Loop-mediated Isothermal Amplification) nachgewiesen werden (siehe Koi-Herpesvirus-Nachweis).

## Quarantäne
In Quarantäne müssen krankheitsverdächtige sowie frisch importierte Tiere. Dies gilt auch für konditionell schwache Tiere. Bei wertvollen Tieren sind die Teiche mit Netzen gegen Vogelflug zu sichern. Neuzugänge sind für mindestens 14 Tage bei mindestens 20 °C separat zu setzen, idealerweise bei verschiedenen Temperaturbereichen und einer Dauer von rund vier Wochen. Sind nach zwei Wochen keine Krankheitssymptome erkennbar sollte mindestens ein Koi, besser sind zwei, aus dem bestehenden Teich zum Neuzukauf in die Quarantäne umgesetzt werden. Das Einbringen von Neuzugängen in den Altbestand ist unter allen Umständen zu vermeiden.
Peinliche Hygiene in Bezug auf Gerätschaften und Personen können einer Kontamination der Koipopulation ebenso entgegenwirken. Es wird dringend empfohlen, dass Kois, die aus KHV bekannten Gebieten wie China, Israel, Japan oder Thailand stammen vor einem Einbringen in Koiteiche für die o. g. Zeit in Quarantäne zu halten sind. Käufer sollten nur von Händlern Tiere erwerben, die ihre Kois mit Hilfe der PCR-Analyse untersuchen lassen, einen Beleg für negative Untersuchungsergebnisse von einem veterinärmedizinisch anerkannten Institut vorweisen können und über eine entsprechende Quarantäneanlage verfügen. Bei Händlern, die diesen Nachweis nicht erbringen, sollte von einem Kauf abgesehen werden. Ebenso sollte eine Vermischung von Tieren verschiedener Herkunftsgebiete vermieden werden. Der Erwerb von sogenannten immunisierten (nicht zu verwechseln mit geimpften!) Tieren ist kritisch zu betrachten, da auch diese Tiere den Erreger latent in sich tragen können und gesunde Bestände so wieder infizieren. Derartige Fische sind mit der Einführung von einem echten Impfstoff (s. u.), seit etwa 2006, ohnehin nicht mehr im Handel. KHV kann sehr ansteckend sein. Ein kontaminierter Wasserspritzer kann genügen, um den gesamten Bestand zu gefährden.

## Behandlung
Eine Behandlung mit Aussicht auf Heilung besteht zum gegenwärtigen Zeitpunkt nicht. Infizierte Tiere können mit einer Temperaturerhöhung von über 30 °C über einen Zeitraum von über 30 Tagen so therapiert (immunisiert) werden, dass sie mit dem Virus leben können. Allerdings werden diese Tiere, sofern sie überleben, zu Überträgern (Carrier). Diese Carrier können dann jederzeit ansteckende Viren in Umlauf bringen, welche nicht immunisierte Tiere befallen und töten können. Ist die Krankheit ausgebrochen muss unter Umständen der gesamte Bestand gekeult und der Teich trockengelegt werden. Anschließend sollte eine intensive Desinfizierungsbehandlung erfolgen.
Nach R. Hoffmann (Institut für Zoologie, Fischereibiologie & Fischkrankheiten d. LMU München) sind immunisierende Maßnahmen gegen Herpesviren in der Tierhaltung generell von besonderer Problematik, da man es bei den herpesvirusinfizierten Tieren mit lebenslangen Virusträgern zu tun habe. Daher könne die Impfung gesunder Tiere zu einem Impfschutz führen, der jedoch nicht garantiere, dass das geimpfte Tier nicht auch beim Kontakt mit dem Herpesvirus zu einem unerkannten Virusträger wird. Herpesvirusvaccinen seien daher nicht geeignet, die Erkrankung aus Tierbeständen zu eliminieren. Gerade die Carrier (also die gesunden Virusträger) seien es, die nach seiner Beobachtung immer wieder im Verlauf ihres Lebens Viren ausscheiden und bislang nicht infizierte Tiere anstecken könnten.
Dieser Ansicht stehen aktuell gegenteilige Erfahrungen aus Israel entgegen, das einen schweren Seuchenzug mit extremen Verlusten überstanden und eine durch Vaccine geschützte Karpfenproduktion erfolgreich neu aufgebaut hat.
Das geimpfte Tier erkrankt nicht, der bislang nicht infizierte Koi erkrankt schwer und stirbt in den meisten Fällen. Trotz gegenteiliger Behauptungen wurde bislang nicht nachgewiesen, dass mit dem oben erwähnten Impfstoff geimpfte Fische jemals Feldvirus übertragen haben.